# Beaufortia elegans
Beaufortia elegans är en myrtenväxtart som beskrevs av Johannes Conrad Schauer. Beaufortia elegans ingår i släktet Beaufortia och familjen myrtenväxter. Inga underarter finns listade i Catalogue of Life.